# Jayrud
'Jairoud (tiếng Ả Rập: جيرود; cũng đánh vần Jerud hoặc Jayroud ; cổ ' Geroda' Chữ đậm') là một thành phố ở miền nam Syria, một phần hành chính của Tỉnh bang Dimashq, nằm ở phía đông bắc Damascus trong dãy núi Qalamoun. Các địa phương lân cận bao gồm ar-Ruhaybah, al-Qutayfah và Muadamiyat al-Qalamoun ở phía tây nam, Yabroud, an- Nabek và Deir Atiyah ở phía bắc và al-Qaryatayn ở phía đông bắc. Theo Cục Thống kê Trung ương Syria, Jairoud có dân số 24.219 trong cuộc điều tra dân số năm 2004. Thành phố cũng là trung tâm hành chính của Jairoud nahiyah, bao gồm bốn thị trấn và làng với dân số kết hợp là 31.821 người. Cư dân của nó chủ yếu là người Hồi giáo Sunni.

## Lịch sử
Các cuộc khai quật tại địa điểm này đã tạo ra các microlith, lưỡi dao, đồ phế liệu và các công cụ bằng thạch khác có từ thời văn hóa Natufian.
Trong thời La Mã, Jairoud được gọi là Geroda. Thành phố được đề cập trong Hành trình Antonine được viết trong triều đại của Diocletian. Trong itinirary thành phố là một trong những trạm trên đường Rô-ma giữa Palmyra và Damascus, và ở khoảng cách 16 dặm La Mã từ Telsea (hiện đại Al-Dumayr).
Jairoud đã được nhà địa lý người Syria Yaqut al-Hamawi đến thăm vào đầu thế kỷ 13, dưới thời cai trị của Ayyubid. Ông lưu ý rằng nó là "một ngôi làng của Ma'loula trong Ghautah của Damascus." 
Dưới thời Ottoman, thành phố đóng vai trò là trung tâm của Jairoud Nahiyah, và là trụ sở của một người Pasha (Mohammed Aldaas Jairoudi Pasha) và Agha (Saleem Aldaas Agha) Vào thế kỷ 19, thành phố này được mô tả là giàu có, hiếu khách "sạch sẽ khác thường." Thành phố bị tấn công thường xuyên bởi các bộ lạc Bedouin sống ở rìa sa mạc Syria.

## Địa lý
Thành phố nằm trên tuyến đường buôn bán cổ xưa giữa Damascus và Palmyra, ở vùng đồng bằng màu mỡ của Jairoud trên chân đồi của dãy núi Qalamoun. Vùng đất được trồng trọt tốt và được biết đến với sản phẩm lúa mì và lúa mạch. Thành phố nằm ở cuối phía tây của một đầm lầy muối lớn gọi là "al-Mallahah".